# الخضراء (حرض)

تعديل مصدري - تعديل

الخضراء هي إحدى قرى عزلة العتنة بمديرية حرض التابعة لمحافظة حجة، بلغ تعداد سكانها 636 نسمة حسب تعداد اليمن لعام 2004.